# Młodzieżowe Indywidualne Mistrzostwa Polski na Żużlu 2004
Młodzieżowe Indywidualne Mistrzostwa Polski na Żużlu 2004 – zawody żużlowe, mające na celu wyłonienie medalistów młodzieżowych indywidualnych mistrzostw Polski w sezonie 2004. Rozegrano dwa turnieje półfinałowe oraz finał, w którym zwyciężył Janusz Kołodziej.

## Finał
- Piła, 8 lipca 2004
- Sędzia: Andrzej Terlecki

| Msc. | Zawodnik              | Klub         | Pkt   |             |  |
| ---- | --------------------- | ------------ | ----- | ----------- |  |
| 1    | Janusz Kołodziej      | Tarnów       | 13    | (2,3,3,3,2) |  |
| 2    | Krzysztof Kasprzak    | Leszno       | 12 +3 | (2,2,3,3,2) |  |
| 3    | Łukasz Romanek        | Rybnik       | 12 +2 | (2,3,2,2,3) |  |
| 4    | Robert Miśkowiak      | Wrocław      | 11    | (3,3,3,1,1) |  |
| 5    | Piotr Świderski       | Wrocław      | 11    | (3,3,1,3,1) |  |
| 6    | Zbigniew Suchecki     | Zielona Góra | 11    | (1,2,3,2,3) |  |
| 7    | Adrian Miedziński     | Toruń        | 11    | (3,1,2,2,3) |  |
| 8    | Paweł Hlib            | Gorzów Wlkp. | 11    | (1,2,2,3,3) |  |
| 9    | Marcin Sekula         | Opole        | 6     | (2,2,1,1,0) |  |
| 10   | Marek Szczyrba        | Rybnik       | 5     | (1,0,2,0,2) |  |
| 11   | Mirosław Jabłoński    | Gdańsk       | 4     | (0,d,1,2,1) |  |
| 12   | Michał Szczepaniak    | Częstochowa  | 4     | (0,1,0,1,2) |  |
| 13   | Michał Rajkowski      | Gorzów Wlkp. | 3     | (3,0,u,–,–) |  |
| 14   | Paweł Kowalewski      | Piła         | 2     | (1,1,0,0,0) |  |
| 15   | Dawid Stachyra        | Lublin       | 0     | (0,0,0,0,0) |  |
| 16   | Marcin Rempała        | Tarnów       | 0     | (w,–,–,–,–) |  |
|      | rez. Mariusz Pacholak | Gdańsk       | 2     | (1,0,1)     |  |
|      | rez. Marcin Liberski  | Ostrów Wlkp. | 2     | (1,1,0)     |  |